# Innerdalstårnet
L'Innerdalstårnet, également connu sous le nom de Dalatårnet, est une montagne de Norvège, culminant à 1 452 m et située dans la chaîne du Trollheimen, dans la commune de Sunndal, dans le comté (fylke) de Møre og Romsdal.
La montagne est surnommée le Cervin de Norvège à cause de sa forme pyramidale.

## Géographie

### Situation

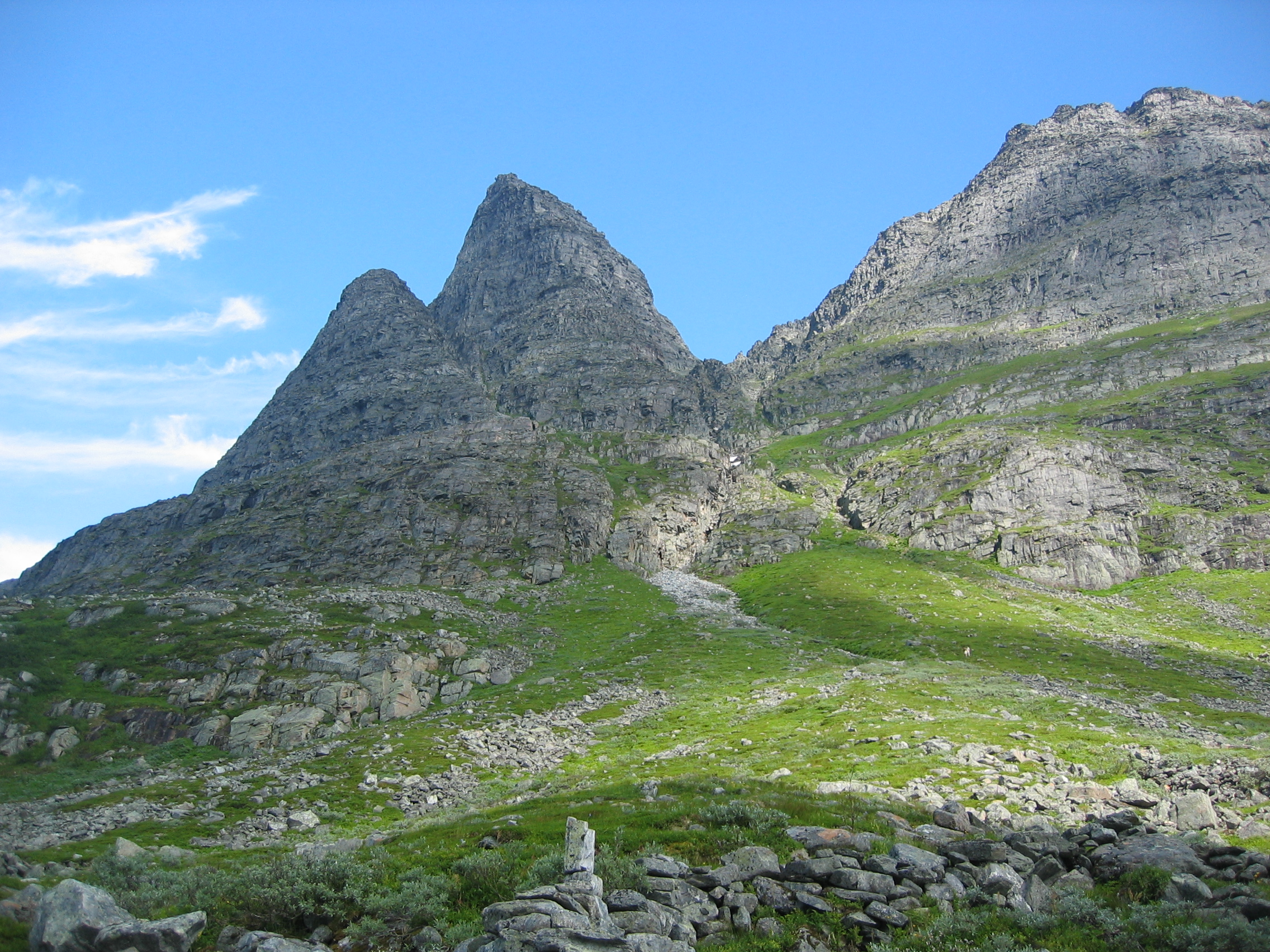
Vue de l'Innerdalstårnet depuis la vallée de Flatvaddalen (ou de Giklingdalen).

Le sous-pic nord, le Litle Innerdalstårnet, est plus difficilement accessible. L'Innerdalstårnet est entouré au sud par les montagnes du Tårnfjellet et du Såtbakkollen (second point le plus haut du Trollheimen), et à l'ouest par la montagne Skarfjellet de l'autre côté du lac Storvatnet.
Deux vallées débouchent sur le mont Innerdalstårnet, Innerdalen (la montagne étant située dans sa partie sud) et Flatvaddalen.

## Ascension

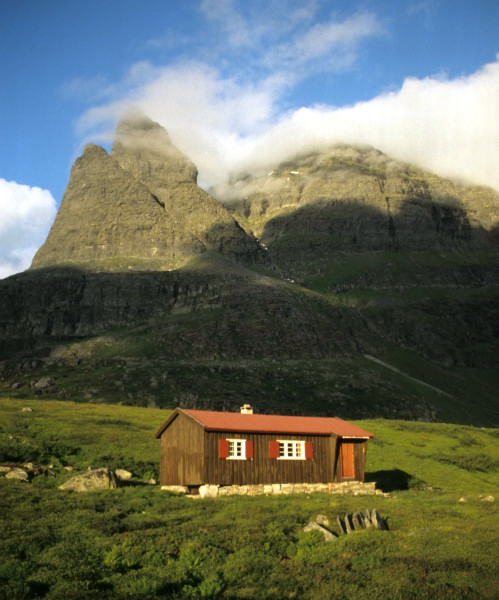
Chalet de l'association NTKs dans la vallée de Flatvaddalen avec l'Innerdalstårnet derrière.

Le sommet peut être atteint en faisant de l'escalade (le site est très populaire dans tout le pays pour cette activité), et plusieurs voies ont été ouvertes sur la montagne pour son ascension.